# Кістковий сіалопротеїн
IBSP (англ. Integrin binding sialoprotein) – білок, який кодується однойменним геном, розташованим у людей на короткому плечі 4-ї хромосоми.  Довжина поліпептидного ланцюга білка становить 317 амінокислот, а молекулярна маса — 35 148.
| 10         |  | 20         |  | 30         |  | 40         |  | 50         |
| ---------- |  | ---------- |  | ---------- |  | ---------- |  | ---------- |
| MKTALILLSI |  | LGMACAFSMK |  | NLHRRVKIED |  | SEENGVFKYR |  | PRYYLYKHAY |
| FYPHLKRFPV |  | QGSSDSSEEN |  | GDDSSEEEEE |  | EEETSNEGEN |  | NEESNEDEDS |
| EAENTTLSAT |  | TLGYGEDATP |  | GTGYTGLAAI |  | QLPKKAGDIT |  | NKATKEKESD |
| EEEEEEEEGN |  | ENEESEAEVD |  | ENEQGINGTS |  | TNSTEAENGN |  | GSSGGDNGEE |
| GEEESVTGAN |  | AEDTTETGRQ |  | GKGTSKTTTS |  | PNGGFEPTTP |  | PQVYRTTSPP |
| FGKTTTVEYE |  | GEYEYTGANE |  | YDNGYEIYES |  | ENGEPRGDNY |  | RAYEDEYSYF |
| KGQGYDGYDG |  | QNYYHHQ    |  |            |  |            |  |            |

A: Аланін

C: Цистеїн

D: Аспарагінова кислота

E: Глутамінова кислота

F: Фенілаланін

G: Гліцин

H: Гістидин

I: Ізолейцин

K: Лізин

L: Лейцин

M: Метіонін

N: Аспарагін

P: Пролін

Q: Глутамін

R: Аргінін

S: Серин

T: Треонін

V: Валін

Кодований геном білок за функцією належить до фосфопротеїнів. 
Задіяний у таких біологічних процесах як клітинна адгезія, поліморфізм. 
Білок має сайт для зв'язування з сіаловими кислотами. 
Секретований назовні.